# Senhal
Il senhal (pronuncia occitana /seˈɲal/, trascrivibile in pronuncia italofona come "segnàl") è una figura retorica e consiste in un appellativo riservato generalmente alla donna amata ma anche ad amici o altri personaggi. Essa è nota soprattutto per il suo utilizzo nella poesia trobadorica per celare il nome dell'amata. Tuttavia, tale accorgimento viene già notato nella poesia elegiaca latina, in cui molti autori, quali Cornelio Gallo, Tibullo, Properzio e Ovidio, indicano la donna amata con un criptonimo, cioè uno pseudonimo che ne cela l'identità. Tale accorgimento ebbe un ampio utilizzo, successivamente, durante il periodo medievale. Per esempio, Guglielmo d'Aquitania nasconde il nome dell'amata con bon voisin (il buon vicino), Sordello da Goito la cela dietro dolza enemia (dolce nemica), o restaur ("ristoro").
Successivamente il termine ha assunto, in una circostanza storica particolare, un significato negativo: nel XIX secolo, nella Francia del Sud, per limitare l'uso della lingua provenzale e imporre maggiormente il francese, nelle scuole, ai ragazzi che parlavano questa lingua, veniva consegnato un medaglione (il senhal che chi portava doveva legare al collo o anche stringere fra i denti) che potevano cedere a qualcun altro solo se lo trovavano a parlare il provenzale.
Dante Alighieri si rifà al senhal ricorrendo alla «donna dello schermo» nella Vita Nova.
Oggi il termine è adoperato abbastanza liberamente in ambito poetico; Clizia è il senhal utilizzato per sua stessa definizione da Eugenio Montale ne Le occasioni per Irma Brandeis, la sua visiting angel (angelo in visita) alla fine degli anni trenta.